# Vågkraftverk
Vågkraftverk är kraftverk som använder vågornas rörelser som energikälla för elproduktion. Denna artikel behandlar endast olika vågkraftverk och dess specifika tekniska lösningar. För mer information om fysiken för havsvågor, miljöpåverkan och vågkraft i allmänhet se Vågkraft. 
En mängd olika lösningar på hur ett vågkraftverk ska konstrueras har föreslagits och idag finns det runt 40 olika system för att hantera omvandlingen av vågenergi till elektricitet. De kan grupperas efter horisontell storlek och orientering eller efter placering (vid strandlinjen, nära land eller ute till havs, över eller under vattenytan) och efter hur energiutvinningen ur vågorna sker. I den här artikeln har typ av energikonvertering valts som klassificeringsmetod. De vågkraftstyper som kommer att beröras är de som bygger på följande principer: oscillerande vattenpelare, vattentransportsystem och system med oscillerande kroppar. Det finns ytterligare vågkraftstyper som inte går att klassificera in under några av dessa typer, men de tas inte upp här.

## Oscillerande vattenpelare (OWC)

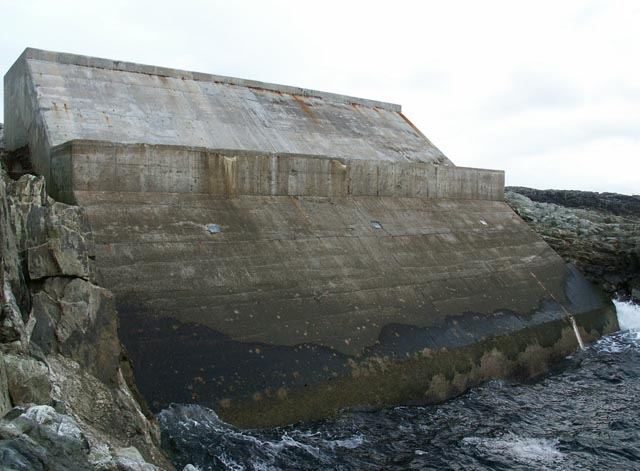
Islay LIMPET i Skottland använde sig av en oscillerande vattenpelare.

En oscillerande vattenpelare (OWC) består av en kammare med en öppning under vattnet genom vilken vattenpelaren i kammaren står i förbindelse med det vågpåverkade vattnet utanför. Luften som är instängd inuti kammaren strömmar  genom en turbin som driver en generator när den fria vattenytan inuti kammaren oscillerar på grund av vågorna. De flesta OWC-kraftverk har en fast konstruktion, antingen på havsbotten eller inbyggd i en stenig sluttande strandkant, men det finns även flytande OWC som bygger på samma principer men där en boj håller dem flytande. Ett vågkraftverk som bygger på teknik med en oscillerande vattenpelare har en energikonverteringskedja som består av följande huvudelement: våg till luft, vindturbin och generator.

### Våg-luftomvandling

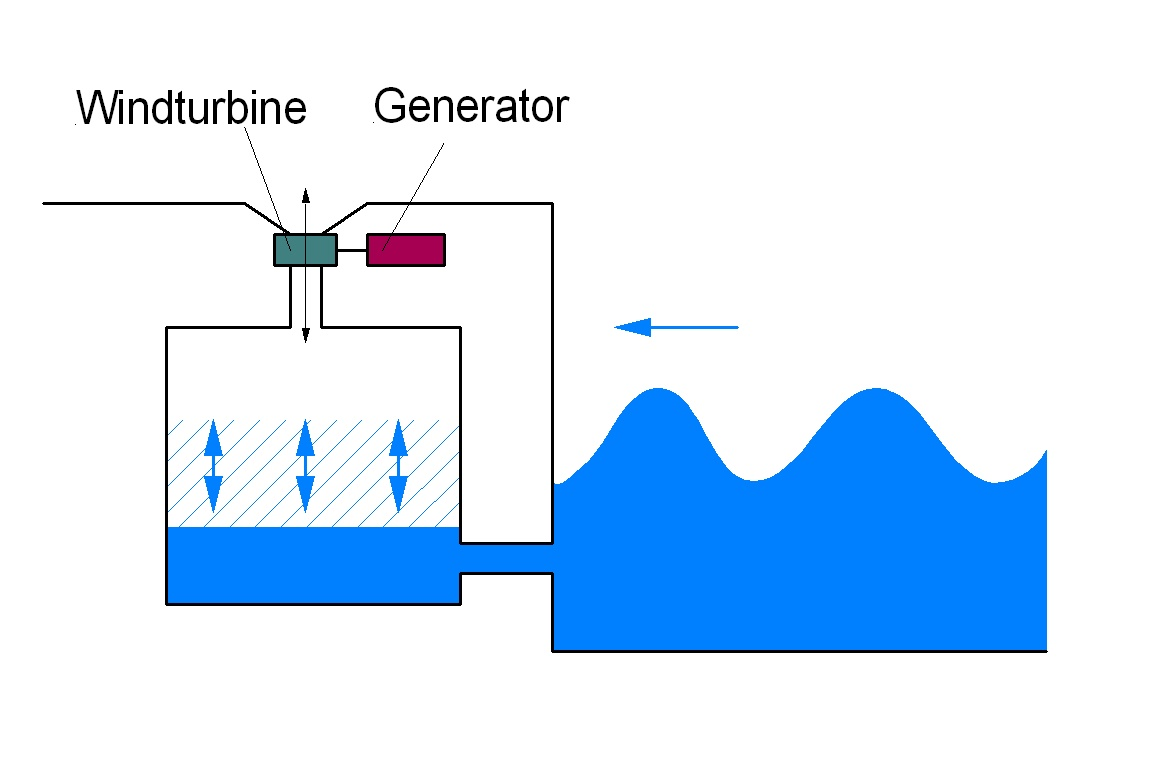
Principskiss för oscillerande vattenpelare

Våg-luftomvandling innebär det steg då energi från vågorna absorberas. Här har designen av kammaren som innehåller den oscillerande vattenpelaren en avgörande roll. Genom att utvidga kammaren med avgränsningar i vågriktningen kan de infallande vågorna samlas ihop från ett större område och koncentreras till kammaren.
Till exempel har ett australiensiskt företag (Energetech Australia Pty. Ltd) tagit fram en lösning som bygger på parabolformad ansamlare som är 40 meter vid. En sådan anordning framför en OWC-konstruktion med en bredd på ca 10 meter kommer att öka mängden absorberad energi, men inte i samma proportion som den ökade bredden, i exemplet 40/10=4. Detta beror på ett antal olika orsaker. Med en isolerad OWC med en liten utsträckning kan man dra nytta av den så kallade punktabsorberande effekten (point absorber effect) vilken avtar påtagligt med en vidare struktur. Fokuserande väggar kommer, särskilt i lugna havsmiljöer, att producera icke-linjära vågor och icke-linjära effekter vilket reducerar effektiviteten i energikonverteringskedjan. När man designar sådana fokuserande konstruktioner bör därför en avvägning göras mellan å ena sidan fördelen med att samla in vågenergi från ett större område men med sämre verkningsgrad, och å andra sidan kostnader för konstruktionen som ska tåla havets krafter.

#### Konstruktionsdesign och uppbyggnad
Designen och uppförandet av själva konstruktionen som samlar in och konverterar vågorna är en kritisk del i OWC-tekniken, och dominerar kostnaderna. Även om hydrodynamiken hos vågkonverteringen är relativt väl känd så finns det ingen etablerad konstruktionsdesign eller byggmetod, då kunskapen om resulterande laster som uppstår är otillräcklig. Detta leder i sin tur att konstruktionen måste överdimensioneras kraftigt med stora säkerhetsmarginaler för att få en tillförlitlig konstruktion.
Design och byggmetod är kraftigt beroende på vilken plats vågkraftverket ska installeras på; stående på botten, fäst mot en vertikal eller slutande vägg eller inlemmad i en vågbrytare, varav det sistnämnda har flera fördelar. Konstruktionskostnaderna delas och tillgängligheten ökar under uppbyggnaden. Drift och underhåll av vågkraftverket blir också mycket lättare.

### Vindturbin
Turbinen är den mest kritiska delen av energikonverteringsstegen där en stor del av energiförlusterna sker. En stor del av forskning och utveckling på OWC-kraftverk har vikts till turbinaerodynamik. Man har tittat på flera olika turbinlösningar, men Wells turbin är den turbin som används i de flesta OWC-system, eftersom den inte kräver konstant flödesriktning, det vill säga att luften kan strömma i bägge riktningarna genom turbinen. Wells turbin har även en del andra fördelar; den har en hög luft-flödes ratio vilket betyder att relativt hög rotationshastighet kan erhållas (runt 1000-2000 rpm) med ett låg hastighet på luften som flödar genom turbinen. Med en hög rotationshastighet kan man använda en biligare generator och det finns även möjligheter att utnyttja turbinen som ett svänghjul. En annan fördel med Wells turbin är att den har en ganska hög toppverkningsgrad på runt 0,7-0,8 för en fullstor turbin. Vid oregelbundna vågor kan man däremot inte förvänta sig en verkningsgrad  över 0,6 (i själva verket kan den vara märkbart lägre om turbinen inte är anpassad till kraftverkets hydrodynamik och vågklimatet eller om dess rotationshastighet inte regleras advekat). Wells turbin har även en relativt billig konstruktion. Till nackdelarna hör  dock att den har lågt (och till och med negativt) vridmoment vid små flödeshastigheter. Kraftiga fall i effektuttaget kan förekomma på grund av aerodynamiska förluster vid flödeshastigheter som överskrider ett visst kritiskt värde. Detta kan gå att förbättra genom ändrad geometri på rotorbladen och genom att använda ställbara blad, vilket ger en mer komplex och dyrare turbin. Till sist har Wells turbin en relativt stor diameter för sin effekt (2,3 m för en 400 kW turbin vid Picokraftverk).

## Vattentransportsystem (OTS-overtopping system)
Vattentransportsystem samlar vatten från infallande vågor för att skapa en höjdskillnad för att driva en eller flera lågtrycksturbiner. Det finns både fasta anläggningar vid stranden och flytande anläggningar ute till havs.

### Fasta anläggningar
Den kanske mest kända fasta anläggningen av OTS-typ är den norska TAPCHAN (tapered channel = avsmalnande kanal) som utvecklades på 80-talet. Denna teknik bygger på att man utnyttjar befintlig natur och består av en fokuserare, en omvandlare, en reservoar och en lågtrycksturbin. Den trattformade fokuseraren koncentrerar de inkommande vågorna, genom reflektion mot stranden, innan dessa når omvandlaren. Omvandlaren är en gradvis avsmalnande kanal. Vågorna kommer in i kanalen i den vida änden och allt eftersom kanalen smalnar av ökar våghöjden ända tills vågorna rinner över kanalväggarna och ner i reservoaren. På så sätt omvandlas energin i vågorna successivt till potentiell energi (lägesenergi) i reservoaren. Den huvudsakliga funktionen hos reservoaren är att jämna ut variationerna hos vågorna och stabilisera flödet till vattenturbinen. För att kunna uppfylla dessa krav får inte reservoaren vara för liten. Den turbin som används är en konventionell lågtrycksturbin av Kaplan-typ. Den huvudsakliga förändringen är att välja material i turbinen som klarar av den korrosiva saltvatten-miljön.
Denna typ av vågkraftverk bygger på konventionell teknik i en högre grad än andra typer av vågkraftverk. I princip fungerar den som ett traditionellt vattenkraftverk där man utnyttjar en höjdskillnad hos vattnet för att driva en turbin. Den mest kritiska designaspekten ur en teknisk synvinkel är att hitta en optimal utformning för fokuseraren och tekniker för urfasning av klipporna. Platsen man väljer bör vara lokaliserad mellan branta klippväggar i djupt vatten, bakom dessa ska rätt förutsättningar finnas för att skapa en tillräckligt stor reservoar. Höjdskillnaden man kan uppnå i reservoaren beror på vågklimatet, men det kan överstiga 4 meter i ett måttligt energirikt klimat.

### Flytande anläggningar

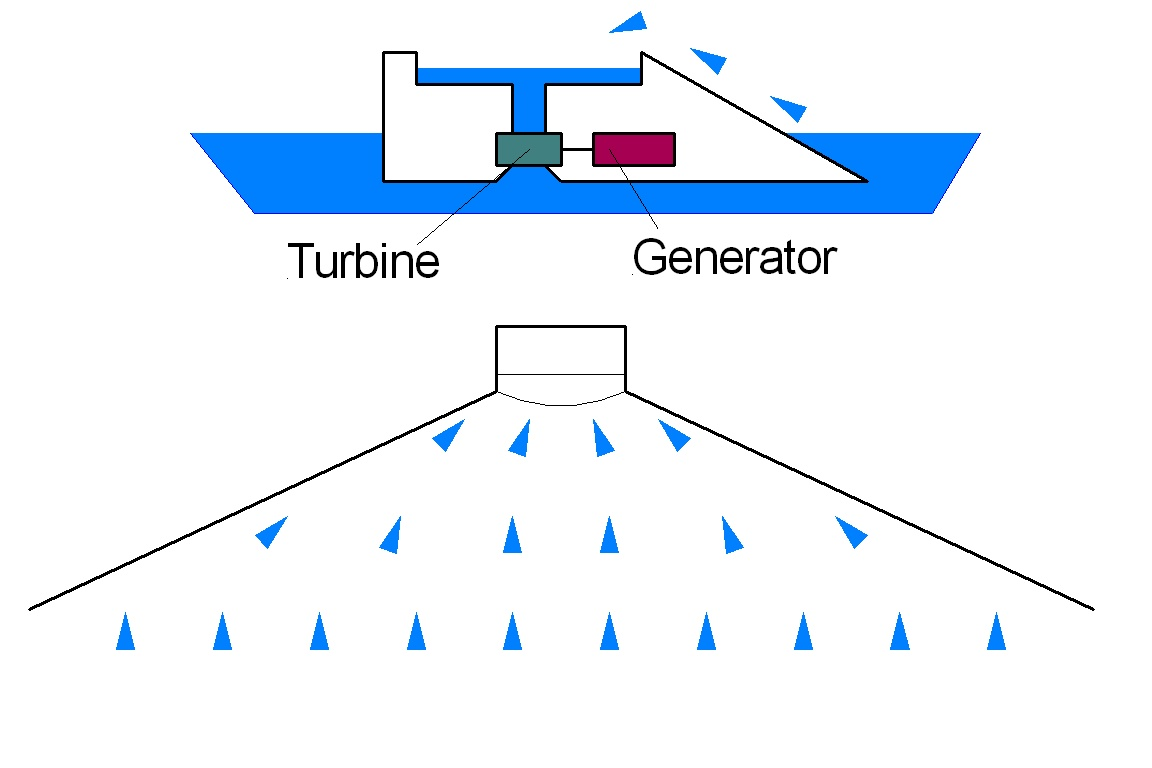
Flytande OTS

En flytande OTS består av samma grundkomponenter som en fast OTS, nämligen fokuserare, omvandlare, en reservoar och en eller flera lågtrycksturbiner. Omvandlaren i det här fallet är en ramp, i stället för en avsmalnande kanal. Vågorna färdas upp för rampen och rinner sedan ner i en reservoar. Reservoaren fungerar precis som i TAPCHAN-typen och vattnet lagras i reservoaren temporärt. Vattnet rinner sedan genom turbinerna och ut i havet igen, och utnyttjar på så sätt höjdskillnaden mellan reservoaren och vattenytan.
Med en flytande anläggning måste man förankra denna i havsbotten och denna förankring kan designas på olika sätt. I konceptet Wavedragon som utvecklas i Danmark har man valt att använda tekniker med löst hängande lina för att förankringssystemet ska kunna växelverka med kraftverket för att minska krafterna på förankringssystemet (detta för att undvika att kraftverket slits loss vid kraftiga stormar) och för att fixera fokuseraren. På Wavedragon har man även valt att använda en dubbelt böjd ramp som tillsammans med fokuseraren ska maximera effektiviteten hos det vattentransporterande systemet, detta för att det ökar mängden vatten som rinner ner i reservoaren.

## Oscillerande kroppar

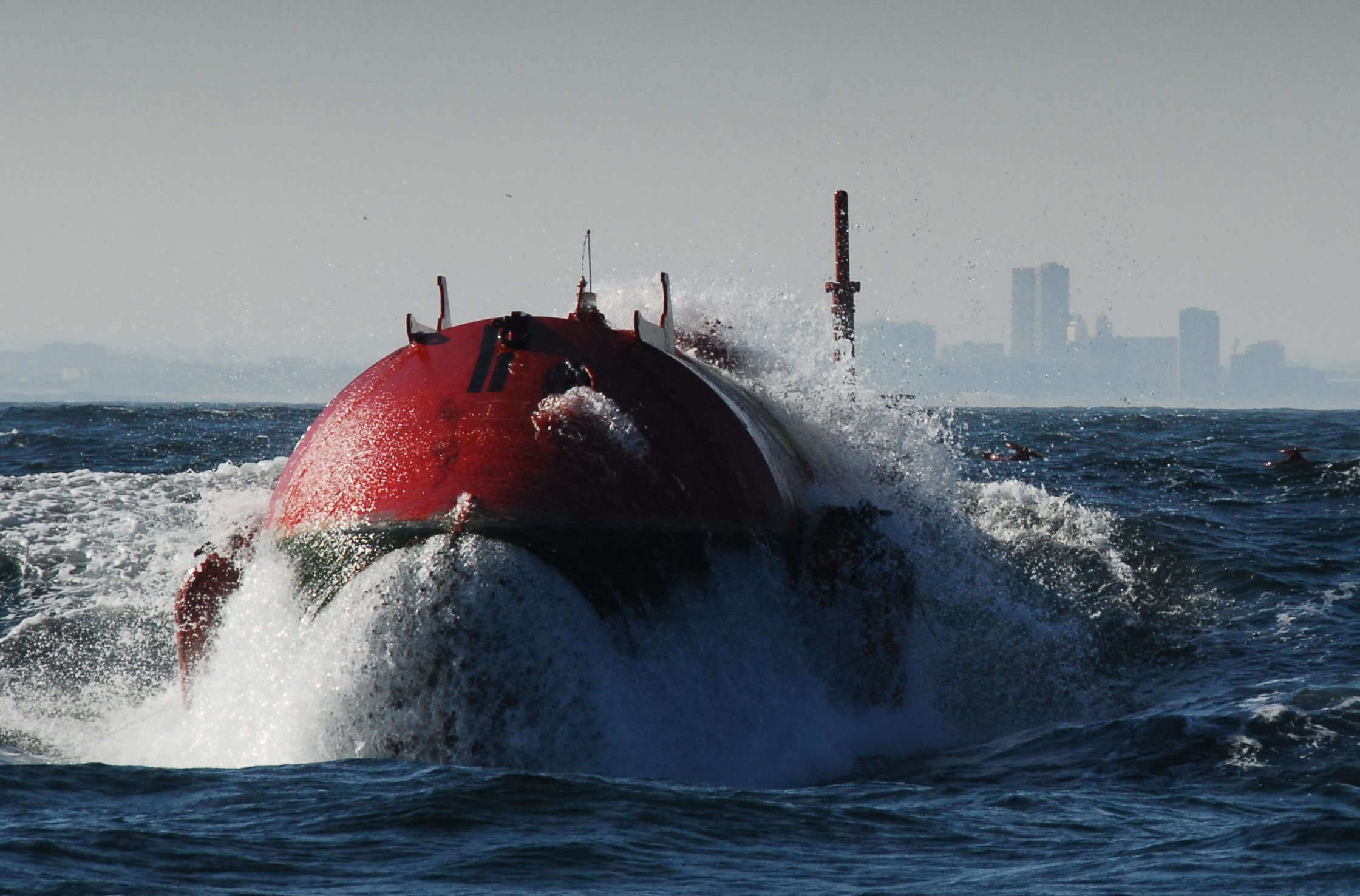
Pelamis utanför Aguçadoura i Portugal.

Kategorin omfattar alla system som bygger på att en kropp sätts i rörelse som på olika sätt utnyttjas till att driva en generator. Systemen kan bestå av såväl flytande kroppar som kroppar nedsänkta under vattenytan. Två vanliga koncept är dämpande system och punktabsorberande system. 
Dämpande system (attenuators) är långa flytande strukturer uppdelade i flera segment placerade parallellt med vågens riktning. De olika höjderna på vågen längs med den flytande strukturen resulterar i en flexande rörelse mellan segmenten som driver en hydraulisk pump eller annan typ av konverterare. Ett känt vågkraftskoncept av dämpande typ är Pelamis, som användes i en vågkraftsfarm utanför Portugals kust.
Ett annat exempel är Vigor Wave Energy AB som utvecklar ett kraftverk, som bygger på en princip, där vatten och luft utnyttjas i en slang för att bygga upp ett tryck och flöde. Dessa relativt billiga slangar skall generera minst 3 MW/st och när många slangar kopplas samman till ett system kan en uteffekt på mer än 100 MW eventuellt tas ut. 

### Punktabsorberande system
Punktabsorberande (PA) system är system med en liten horisontell utbredning hos den del som absorberar/omvandlar vågenergin  jämfört med den dominerande våglängden. PA:s förmåga att absorbera vågenergi är även oberoende av riktningen på vågorna. En punktabsorberare kan ses som en liten rund oscillerande kropp vars diameter är försumbar i förhållande till våglängden. Med avseende på gravitationsvågor kan en punktabsorberare absorbera energi från en bredd som är större än dess fysiska dimension. Detta kallas för den punktabsorberande effekten. Den fysikaliska tolkningen av denna effekt är att en dipolliknande utstrålande våg skapas med en sådan fas att interferensen mellan den utstrålande vågen och det infallande vågfältet är destruktivt. Det finns många olika system som kan klassificeras som punktabsorberande. De är antingen flytande eller monterade på havsbotten och ger en hävande rörelse som omvandlas av mekaniska och/eller hydrauliska subsystem till en linjär eller roterande rörelse vilket i sin tur driver en generator.
Ett system som utvecklas i USA bygger på en orörlig cylinder med en flytande en boj inuti, där bojens rörelse drivs av vågorna. Den relativa rörelsen mellan komponenterna trycksätter en hydraulisk olja som i sin tur via en hydraulisk motor driver en generator. Ett annat system som även det utvecklas i USA består av en boj med en cylinder fäst under bojen, cylindern är öppen både upptill och nedtill. När bojen rör sig kommer vattnet, inneslutet i cylindern, på grund av sin inneboende tröghet att via en disk och två slangpumpar producera ett trycksatt vattenflöde som i sin tur kan driva en turbin, vilken sedan driver en generator.
Ytterligare ett vågkraftssystem av punktabsorberande typ, utnyttjar luftfyllda cylindrar, placerade under havsytan, som rör sig med vågorna. Systemet består av en yttre och en inre cylinder med luft emellan, där den yttre cylindern rör sig med vågorna relativt den inre cylindern som är fastmonterad på havsbotten. Det är den periodiska förändringen av trycket från vågorna som initierar rörelsen hos den övre cylindern vilken trycks ned under en vågtopp och rör sig uppåt under en vågdal där lufttrycket mellan cylindrarna fungerar som en fjädring. Den är denna relativa rörelse mellan cylindrarna som nyttjas för att driva en linjärgenerator.

### Lysekilsprojektets vågkraftskoncept
I Sverige utvecklas genom Lysekilsprojektet (drivet av avdelningen för elektricitetslära vid Uppsala universitet) ett punktabsorberande direktdrivet system där en flytande boj driver en permanentmagnetiserad linjärgenerator. Den hävande rörelsen omsätts direkt till att driva en generator utan några mekaniska eller hydrauliska subsystem emellan. Detta resulterar i ett enkelt och robust mekaniskt system, men även i ett något mer komplicerat elektriskt system.

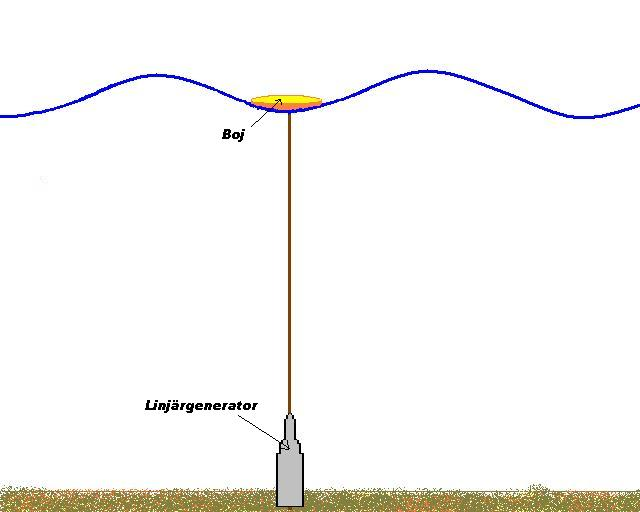
Schematisk bild över vågkraftverk med linjärgenerator på havsbotten, ansluten via en lina till en boj vid havsytan

Vågkraftskonceptet i Lysekilsprojektet baseras på en trefas permanentmagnetiserad linjärgenerator som är placerad på havsbotten. Generatorn är ansluten till en punktabsorberande boj vid ytan via en lina. När vågorna rör sig kommer kraften från dessa att orsaka en hävande rörelse hos bojen. Bojens rörelser kommer sedan i sin tur att driva translatorn i generatorn, därmed induceras en ström i generatorn. Translatorn är kopplad till generatorfundamentet via fjädrar vilka drar tillbaka bojen i vågdalarna.
Linjärgeneratorteknologin antas vara någorlunda oberoende av djupet och enhetsstorleken på 10 kW antas matcha en signifikant våghöjd runt 2 m. Generatorn och den mekaniska strukturen runt generatorn är dock designad för att klara av stora överlaster i form av elektrisk kraft och mekanisk belastning. I tabellen visas värden och geometrisk data över en generator-boj uppställning.
| Värden och geometrisk data för vågkraftsanläggningen | Värden och geometrisk data för vågkraftsanläggningen |
| ---------------------------------------------------- | ---------------------------------------------------- |
| Märkeeffekt generator                                | 10 kW                                                |
| Huvudspänning generator                              | 200 V                                                |
| Nominell ström                                       | 29 A                                                 |
| Stator längd                                         | 1 250 mm                                             |
| Translator längd                                     | 1 850 mm                                             |
| Total slaglängd                                      | 2 190 mm                                             |
| Fri slaglängd                                        | 1 800 mm                                             |
| Höjd boj                                             | 0,8 m                                                |
| Diameter boj                                         | 3 m                                                  |
| Djupgående boj normalvattenstånd                     | 0,4                                                  |
| Vikt boj                                             | 1 000 kg                                             |

Eftersom den inducerade spänningen hos generatorn kommer att variera både i amplitud och i frekvens kan inte generatorn kopplas direkt till nätet. Därför kommer flera generatorer att kopplas samman i ett marint ställverk där spänningen likriktas, läggs ihop, växelriktas, transformeras upp till rätt spänning och kopplas in på nätet. Sjökabeln som används är en 1 kV – kabel med 4 x 95 mm² kopparledare med en resistans på 0,5 ohm per fas.

#### Teknologi

##### Linjärgenerator
Den rörliga delen hos en linjärgenerator kallas för translator och när bojen lyfts upp av vågen drar den med sig translatorn som sätts i rörelse. Det är den relativa rörelsen mellan statorn och translatorn i generatorn som är orsak till att spänning induceras i lindningarna i statorn.
En linjärgenerator för vågkraftsapplikationer ska klara av att hantera höga toppkrafter, låga hastigheter och oregelbunden rörelse utan att kostnaderna blir för höga.
Då en linjärgenerator rör sig med varierande hastighet och riktning resulterar det i variationer både i amplitud och i frekvens hos den inducerade spänningen, samt att uteffektens toppvärden kommer att vara flera gånger högre än genomsnittseffekten. Detta iinnebär  att generatorn måste vara dimensionerad för att klara av  effekttopparna. Det betyder också att komponenter i det elektriska systemet måste dimensioneras för högre effekter.
I Lysekilsprojektet har valet fallit på en permanentmagnetiserad synkronlinjärgenerator. Magneterna man använder sig av är Nd-Fe-B (neodymmagneter) och dessa sitter monterade på translatorn. I generatorn finns fjädrar fästa under translatorn, de bildar en återförande kraft i vågdalarna efter att bojen och därigenom translatorn har lyfts upp av vågtopparna. Fjädrarna lagrar också temporärt energi och tillåter därmed generatorn att idealt producera lika mycket energi i bägge rörelseriktningarna hos translatorn och på så sätt jämna ut den producerade effekten. I botten och toppen av generatorn är ändstopp med kraftiga fjädrar placerade för att begränsa slaglängden, med andra ord hur långt ut ur statorn translatorn kan gå.

##### Transmission
Effekten från generatorn måste behandlas innan den matas in på nätet. Detta sker i flera steg; först likriktas spänningen från varje generator som sedan sammankopplas parallellt med varandra, sedan filtreras likspänningen (filtret består av kondensatorer). Filtret jämnar ut spänningen och skapar en stabil likspänning. Under korta perioder kommer även effekten efter filtret att vara konstant. Om man däremot studerar systemet på timbasis (eller mer) kommer det att vara variationer i den producerade effekten, dessa variationer beror på förändringar i vågklimatet.
Med det koncept som valts kan man i princip inte ha endast en enda WEC, speciellt om man ska koppla in den på nätet. Detta beror i huvudsak på de stora kortsiktiga variationerna i levererad effekt från generatorn och på grund av att en WEC är relativt liten. Detta skulle göra kostnaderna för det elektriska systemet (transmissionssystemet) alldeles för höga. När fler generatorer kopplas in parallellt minskar kravet på kondensatorfiltrets energilagringskapacitet och de tillhörande kostnaderna. För att kompensera för variationer i spänningen på uttagssidan som uppstår på grund av variationer i vågklimatet, kan en DC/DC omvandlare eller en variabel transformator användas.

##### Systemaspekter
En hög nivå av dämpning (uttag av effekt) resulterar i en större skillnad mellan den vertikala rörelsen hos vågen och hastigheten hos translatorn. Detta kommer i sin tur att resultera i en högre kraft på linan när vågorna lyfter bojen och en lägre kraft när bojen rör sig neråt. Den maximala effekten uppstår nämligen under de maximala och minimala krafterna på linan (detta förutsatt att translatorn inte ha slagit i någon av ändstoppen utan fortfarande rör sig). Om generatorn till exempel rör sig nedåt med en lägre hastighet än vad bojen gör kommer linan att slacka och den resulterande kraften på linan blir då i princip noll. Det omvända förhållandet gäller då bojen rör sig uppåt, då blir kraften på linan istället större ju större skillnad det är mellan bojens hastighet och generatorns.
Om våghöjden, skillnaden mellan vågtopp och –dal är större än den sträcka som translatorn inuti generatorn kan röra sig kommer translatorn bli stillastående i ändstoppen. I det övre läget sköljer då vågen över bojen och i det nedre läget slackar linan eftersom bojen sjunker mer än vad translatorn kan. I dessa fall kommer ingen energi produceras (spänning induceras) i generatorn förrän translatorn sätts i rörelse igen. Detta sker i det övre läget när våghöjden är lägre än toppositionen för bojen och i det nedre läget när våghöjden höjts så mycket att linan sträckts och bojen på nytt börjar dra translatorn med sig uppåt. Ett resultat av mätningarna av vågklimatet har visat att det mesta av den absorberade energin överförs genom våghöjder mellan 1,27 och 2,7 meter i försöksområdet.
Om generatorn är kopplad till en linjär last, ett rent resistivt motstånd, kommer den att kunna leverera effekt så fort det induceras spänning i generatorn. Vid en icke-linjär last blir inte sambandet så enkelt. Att lasten inte är linjär beror på transmissionssystemet, vars diodlikriktare resulterar i att effekt endast kan plockas ut över vissa spänningsnivåer. Därmed begränsar nivån på likspänningen amplituden hos generatorns fasspänning. Då generatorns fasspänning når likspänningens nivå kommer ström att flyta (effekt plockas ut) från generatorn till likströmssidan hos likriktaren. Effekt kommer att levereras så länge som vågorna kan leverera mekanisk effekt till bojen och så länge translatorn inte har nåt dess övre eller nedre ändstopp. Strömmen kommer att öka när hastigheten hos translatorn ökar. Detta icke-linjära effektuttag resulterar i olika former på spännings– och strömpulserna, det vill säga strömmen och spänningen har inte samma kurvform. Vid icke-linjär last kommer fasspänningen hos generatorn att få en maximal amplitud som är approximativt lika med likspänningen.